# ПКТС-6281
ПКТС-6281 «Адмирал» — семейство российских низкопольных троллейбусов, созданных «ПК Транспортные системы» на мощностях Энгельсского завода электрического транспорта, организованного на базе обанкроченного советского предприятия «ТролЗа». Выпускается в двух вариантах — базовой модели и электробуса с подзарядкой в движении. По состоянию на 2024 год эксплуатируется в Санкт-Петербурге, Саратове, Энгельсе, Омске, Самаре, Иванове, Красноярске, Курске, Брянске, Рязани, Кемерове, Иркутске, Балакове.

## Описание
Кузов двухосный, с тремя дверями для входа-выхода пассажиров. Наружная обшивка крыши выполнена из оцинкованного цельнотянутого стального листа. Овалы крыши, обшивка бортов, передка и задка выполнена стеклопластиковыми панелями. Пол низкий по всей длине салона, ступенек нет. Напротив средней двери имеется накопительная площадка для стоящих пассажиров, на которой также возможно размещение инвалидной или детской коляски.

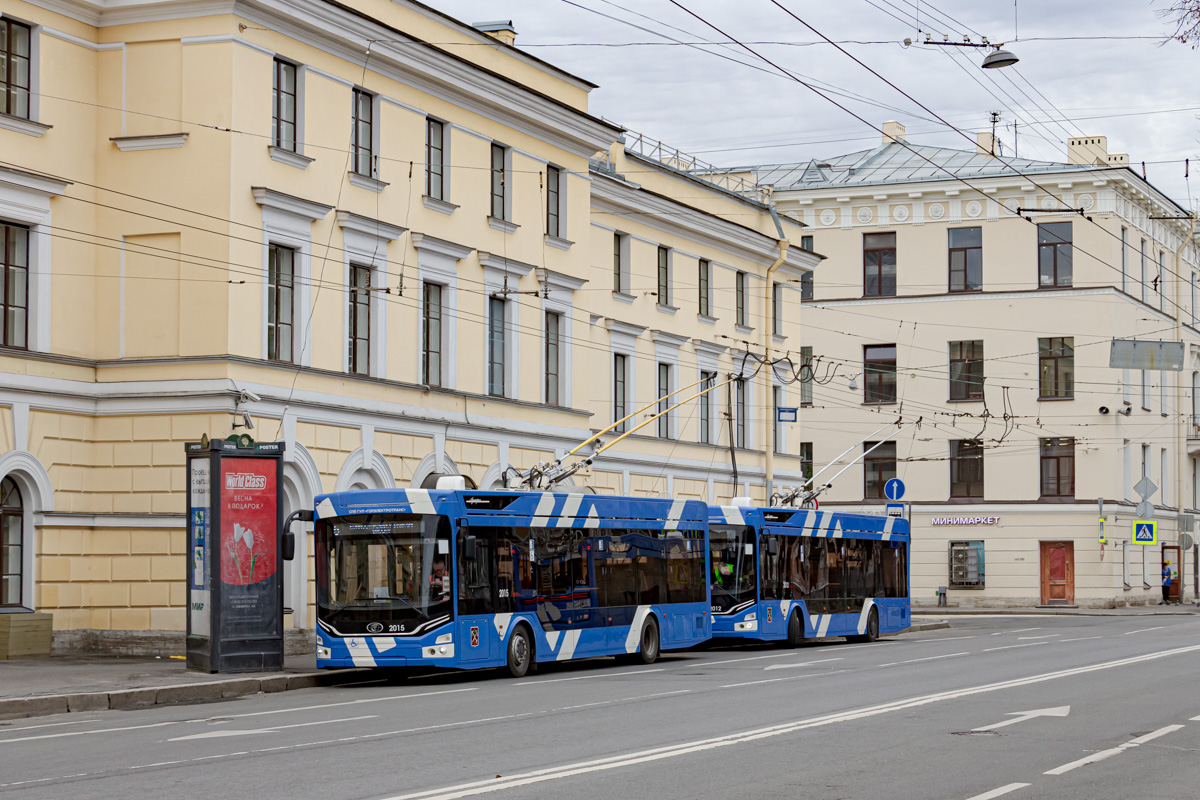
Троллейбусы «Адмирал» на Конногвардейском бульваре в Санкт-Петербурге

## История
Опытный троллейбус в кузове собственной разработки под названием ПКТС-6281 «Адмирал» был собран на мощностях Тверского вагоностроительного завода в апреле 2015 года. Новый троллейбус был представлен широкой публике 8 мая 2015 года в Севастополе, после чего экспонировался на нескольких выставках в Москве, Санкт-Петербурге и Екатеринбурге. В июне троллейбус «Адмирал» проходил испытания в Твери, а через полгода тестировался в Ульяновске. В начале 2016 года «Адмирал» также презентовался городским властям в Краснодаре и Ростове-на-Дону, в последнем также проходил обкатку. В начале мая «Адмирал» вернулся в Севастополь. 2 мая троллейбус впервые вышел на линию с пассажирами и в течение полутора месяцев работал на местном кольцевом маршруте, пока не вышел из строя из-за поломки аккумуляторных батарей. Опытная эксплуатация «Адмирала» в Севастополе завершилась 26 июня, после чего троллейбус был возвращён на завод-изготовитель в городе Твери, где последующие три года простаивал на территории ТВЗ. 29 апреля 2019 года «Адмирал» поступил на испытания в Санкт-Петербург. Первоначально троллейбус был доставлен на территорию Троллейбусного парка № 3 СПб ГУП «Горэлектротранс», но вскоре был передан в Совмещённый трамвайно-троллейбусный парк и получил бортовой номер № 5555. С середины июля троллейбус проходил обкатку на улицах в северной части города, а с 22 по 30 сентября 2019 года проходил испытания пассажирами на маршруте № 6. Крупнейшим в России заказчиком безрельсового электротранспорта в последние годы был город Санкт-Петербург, до недавнего времени осуществлявший серийную закупку новых машин у заводов «Тролза» и «Белкоммунмаш», тогда как Москва, планируя ликвидировать свою сеть в ближайшие годы, ограничилась лишь поставкой полусотни новых троллейбусов производства МАЗ (далее дособранных на заводе СВАРЗ) и того же «Белкоммунмаша». Во второй половине 2019 года потребность в производстве новых троллейбусов стала очевидной после приостановки работы завода «Тролза» в Энгельсе, которое ещё с конца 2018 года оказалось в непростом финансовом положении и имело ряд непогашенных задолженностей, вызванных давлением как со стороны конкурентов, так и местных властей, продиктовавших отказ от эксплуатации троллейбусного транспорта в пользу автобусного, что и сыграло злую шутку с производителем «Тролза». При этом выпуск моделей семейства «Мегаполис» был фактически свёрнут уже в марте 2019 года, тогда как в то время крупные города по-прежнему проявляли интерес к продукции энгельсского завода «Тролза», осуществлявшего производство собственных троллейбусов и электробусов с динамической подзарядкой. Первая версия «Адмирала» оказалась довольно дорогой в производстве и не получила спроса у заинтересованных покупателей из-за оригинальной конструкции и формы кузова, что в последующем, в свете известных событий[каких?], побудило разработать более упрощённый вариант модели троллейбуса.

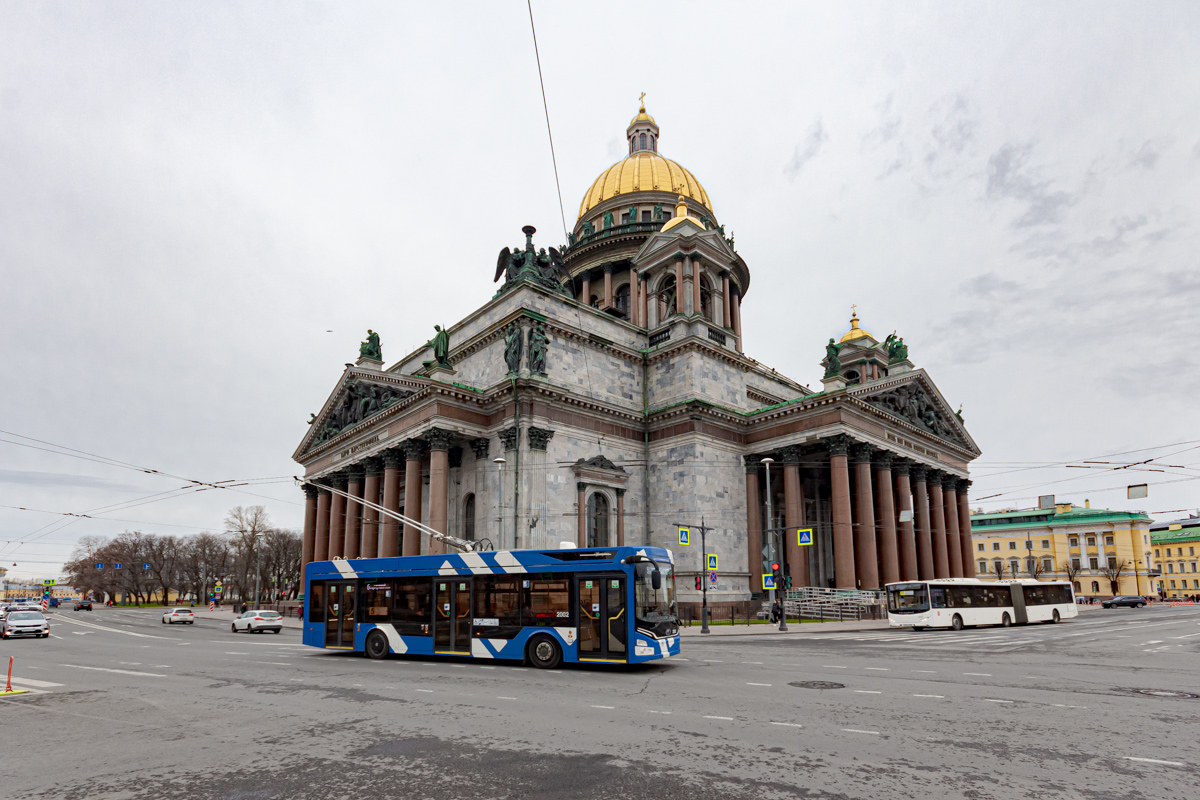
Троллейбус «Адмирал» на фоне Исаакиевского собора в Санкт-Петербурге

20 февраля 2020 года было объявлено о прекращении производства транспорта компанией «Тролза». В тот же день компания «Транспортные системы» представила обновлённую версию троллейбуса ПКТС-6281 «Адмирал», один из первых экземпляров которого был собран на площадке обанкротившегося завода «Тролза» в сентябре 2019 года. Новая версия ПКТС-6281 «Адмирал» стала коренной модернизацией троллейбуса модификации Тролза-5265.02 «Мегаполис», конструктивно являясь улучшенной его версией и внешне отличаясь лишь изменённой передней и задней маской. Изнутри «Адмирал» претерпел более глобальные изменения, получив светодиодное освещение и новый более просторный салон, а также контрастную отделку бортов и потолка на основе алюминиевых панелей. Серийное производство обновлённого «Адмирала» началось в мае 2020 года и основным заказчиком стал санкт-петербургский «Горэлектротранс». До конца 2020 года в Санкт-Петербург осуществлена поставка 87 модернизированных троллейбусов модели ПКТС-6281.00 «Адмирал». На его базе также разработан электробус с динамической подзарядкой модификации ПКТС-6281.01 «Адмирал», его серийное производство ожидается во второй половине 2021 года. В этом же году стартовало производство троллейбусов «Адмирал» на НЗЭТ.

## Модификации
- ПКТС-6281.00 «Адмирал» (базовая модель) — с транзисторной системой управления на IGBT-модулях и двигателем переменного тока. Оснащён аварийным автономным ходом. Опытный экземпляр имеет оригинальные переднюю и заднюю маски и двери. В серийном производстве находится переработанная версия модификации троллейбуса Тролза-5265.02 «Мегаполис».
- ПКТС-6281.01 «Адмирал» — с транзисторной системой управления на IGBT-модулях и двигателем переменного тока. Оснащён автономным ходом на основе литий-титанатных аккумуляторов; имеет запас хода до 20 км.

| Город           | Эксплуатирующая организация, троллейбусная система                      | Модификация            | Количество         | Примечания                                                                               |
| --------------- | ----------------------------------------------------------------------- | ---------------------- | ------------------ | ---------------------------------------------------------------------------------------- |
| Брянск          | МУП «БТУ» г. Брянска, брянский троллейбус                               | ПКТС-6281.00 «Адмирал» | 64                 | троллейбусы приобретаются в лизинг при помощи программы ГТЛК, НП БКД, а также СберЛизинг |
| Екатеринбург    | ЕМУП «ТТУ», екатеринбургский троллейбус                                 | ПКТС-6281.00 «Адмирал» | 1                  | Проходит обкатку                                                                         |
| Иваново         | МУП «ИПТ», ивановский троллейбус                                        | ПКТС-6281.00 «Адмирал» | 39                 |                                                                                          |
| Курск           | ГУПКО «Курскэлектротранс», курский троллейбус                           | ПКТС-6281.00 «Адмирал» | 45 (15 поставлено) | троллейбусы приобретаются в лизинг при помощи программы ГТЛК, НП БКД                     |
| Красноярск      | МП «Городской транспорт», красноярский троллейбус                       | ПКТС-6281.00 «Адмирал» | 20                 |                                                                                          |
| Омск            | МП «Электрический транспорт», омский троллейбус                         | ПКТС-6281.00 «Адмирал» | 111                |                                                                                          |
| Рязань          | МУП «УРТ», рязанский троллейбус                                         | ПКТС-6281.00 «Адмирал» | 15                 |                                                                                          |
| Санкт-Петербург | СПб ГУП «Горэлектротранс», санкт-петербургский троллейбус               | ПКТС-6281.00 «Адмирал» | 87                 |                                                                                          |
| Самара          | МП «Самарское трамвайно-троллейбусное управление», самарский троллейбус | ПКТС-6281.00 «Адмирал» | 22                 |                                                                                          |
| Саратов         | МУПП «Саратовгорэлектротранс», саратовский троллейбус                   | ПКТС-6281.00 «Адмирал» | 34                 |                                                                                          |
| Саратов         | МУПП «Саратовгорэлектротранс», саратовский троллейбус                   | ПКТС-6281.01 «Адмирал» | 36                 |                                                                                          |
| Энгельс         | Энгельсский завод электрического транспорта                             | ПКТС-6281.01 «Адмирал» | 2                  |                                                                                          |
| Балаково        | МУП «Балаковоэлектротранс», балаковский троллейбус                      | ПКТС-6281.01 «Адмирал» | 12                 |                                                                                          |
| Кемерово        | АО «КЭТК», кемеровский троллейбус                                       | ПКТС-6281.01 «Адмирал» | 62                 |                                                                                          |
| Иркутск         | МУП «Иркутскгортранс», иркутский троллейбус                             | ПКТС-6281.01 «Адмирал» | 1                  |                                                                                          |
| Рязань          | МУП «УРТ», рязанский троллейбус                                         | ПКТС-6281.01 «Адмирал» | 5                  |                                                                                          |
| Томск           | ТГУ МП «Трамвайно-троллейбусное управление», томский троллейбус         | ПКТС-6281.01 «Адмирал» | 2                  | троллейбусы приобретены за счёт городского бюджета                                       |